# Ruusa
Ruusa es una localidad del municipio de Räpina, en el condado de Põlva, Estonia. Según el censo de 2011, tiene una población de 229 habitantes. 
Se encuentra ubicada al este del condado, cerca del lago Peipus y de la frontera con el condado de Võru y con Rusia.